# Elasmus yiei
Elasmus yiei är en stekelart som beskrevs av Keizo Yasumatsu 1963. Elasmus yiei ingår i släktet Elasmus och familjen finglanssteklar. Inga underarter finns listade i Catalogue of Life.